# 馬喬孔多里山
馬喬孔多里山（Machu Kunturi），是秘魯的山峰，位於該國東南部普諾大區，由蘭帕省的奧庫維里區負責管轄，屬於安地斯山脈的一部分，海拔高度5,100米。